# 380號州際公路 (賓夕法尼亞州)
380號州際公路（Interstate 380，簡稱I-380）是一條位於美國賓夕法尼亞州的州際公路系統輔助線，將80號州際公路與81號州際公路以及84號州際公路連接起來。I-380的北端點位於埃爾姆赫斯特與I-84交匯處；南端點位於唐克漢諾克鎮區與I-80交匯處。全線長24.76英里（39.8）。雖然公路標誌指向I-380可以通往史克蘭頓市，但是正式文件上的I-380並沒有進入史克蘭頓，而是在與I-84交匯處即結束。在被指定為380號州際公路之前，這段公路被標誌為81東州際公路，為81號州際公路的東支線。I-380以前被編為東西向的公路，在2002年時賓夕法尼亞州交通部在為該州內的州際公路出口重新編號時，將I-380改編為南北向的公路。